# بني حسين (مناخة)

تعديل مصدري - تعديل

بني حسين هي إحدى قرى عزلة بني حسن وحسين بمديرية مناخة التابعة لمحافظة صنعاء، بلغ تعداد سكانها 357 نسمة حسب تعداد اليمن لعام 2004.